# 563853 Andrewdubeyjames
563853 Andrewdubeyjames este o planetă minoră (asteroid) din centura de asteroizi. A fost descoperită pe 8 ianuarie 2011 la  de Norman Falla⁠(d). 
Obiectul prezintă o orbită caracterizată de o semiaxă mare de 2,7726943477681 UAi, o excentricitate de 0,018387283124454, o înclinație de 6,8318672565552 ° în raport cu ecliptica.